# The Collection (album Hawkwind)
The Collection – kompilacja utworów grupy Hawkwind wydanych przez EMI w 2006 roku. Utwory zostały wyselekcjonowane z pięciu pierwszych albumów (1970-1974), kiedy zespół nagrywał jeszcze dla United Artists Records.

## Spis utworów
1. Mirror of illusion (7:02)
2. You know You’re only dreaming (6:37)
3. Silver machine (4:39)
4. Lord of light (6:56)
5. Urban guerilla (3:41)
6. Master of the Universe (7:27)
7. You'd better believe it (7:14)
8. The psychodelic warlords (disappear in smoke) (3:56)
9. Lost Johnny (3:30)
10. Seven by seven (live at the Chicago Auditorium, 1979) (9:11)